# シビーユ・ド・ブルゴーニュ
シビーユ・ド・ブルゴーニュ（フランス語：Sibylle de Bourgogne, 1126年 - 1150年9月16日）は、シチリア王ルッジェーロ2世の2番目の妃。
シビーユはブルゴーニュ公ユーグ2世とマティルド・ド・マイエンヌの娘である。
1149年、シチリア王ルッジェーロ2世と結婚した。1150年8月29日にシビーユは死産したが、その後合併症により死去した。カーヴァ・デ・ティッレーニのカーヴァ修道院に埋葬された。

## 子女
- エンリーコ（1149年）
- 子（1150年） - 死産